# Ariel Hukporti
Ariel Washington Hukporti, né le  12 avril 2002 à Stralsund en Allemagne, est un joueur germano-togolais de basket-ball évoluant au poste de pivot. Il mesure 2,11 m.

## Biographie

### Carrière professionnelle

#### Knicks de New York (depuis 2024)
Le 27 juin 2024, il est sélectionné à la 58e position de la draft 2024 de la NBA par les Mavericks de Dallas. Le même jour, ses droits sont échangés aux Knicks de New York en échange de Melvin Ajinça.
En juillet 2024, il signe un contrat two-way avec les Knicks. En novembre 2024, son contrat two-way est converti en un contrat standard.